# Tanaka Yasuhiro
Tanaka Yasuhiro (sinh ngày 29 tháng 10 năm 1986) là một cầu thủ bóng đá người Nhật Bản.

## Sự nghiệp câu lạc bộ
Tanaka Yasuhiro đã từng chơi cho Kyoto Purple Sanga.